# Georg Wehling
Georg Wehling (* 24. November 1644 in Wilsnack; † 23. März 1719 in Stettin) war ein deutscher Schullehrer und Schriftsteller. Er leitete von 1682 bis zu seinem Tode die Ratsschule in Stettin.

## Leben
Wehling wurde als Sohn eines Schusters in Wilsnack geboren. Er besuchte Schulen in Havelberg, Magdeburg, Berlin und Brandenburg an der Havel, dann die Universität Helmstedt und die Universität Wittenberg. Nach einigen Wanderjahren erhielt er 1671 eine Anstellung als Schullehrer, und zwar als Konrektor, in Landsberg an der Warthe. Bereits im darauffolgenden Jahr wurde er als Schulrektor nach Stolp berufen.
1682 wurde er Schulleiter der Ratsschule in Stettin, das damals zu Schwedisch-Pommern gehörte, und blieb dies bis zu seinem Tode 1719. Diese Schule hatte etwa 150 Schüler, befand sich aber in einem kümmerlichen Zustand. Wehling bemühte sich, das Niveau der Schule zu heben, doch blieb insbesondere die Disziplin seiner Schüler sehr locker. Die Schüler der Ratsschule hatten zu jener Zeit Streitigkeiten mit den Schülern des  Regium Gymnasium Carolinum, des späteren Marienstiftsgymnasiums, weil jene ihnen das Recht zum Degentragen verwehren wollten.

## Wissenschaftliche Schriften
Wehling veröffentlichte eine Bearbeitung von Jacob Wellers Grammatik des Altgriechischen in Tabellenform und einige Schulprogramme. Ferner verfasste er Schriften über Theologie und Logik, die aber unveröffentlicht blieben.

## Irenophilia
Wehling schrieb eine Schulkomödie mit dem Titel Irenophilia (Friedensliebe), die er im Jahre 1687 in Stettin zunächst in lateinischer, dann in deutscher Sprache aufführen ließ. Das Antikriegsstück lässt die Perserkönige Darius und Xerxes I. auftreten und mischt mit den am persischen Hofe spielenden Szenen Auftritte aus dem Universitäts- und Soldatenleben aus Wehlings Zeit.
Das Stück ist nur in einer gedruckt veröffentlichten ausführlichen Inhaltsangabe erhalten.